# Massimo Struffi
Massimo Struffi (Vercelli, 4 giugno 1944) è un politico italiano, è stato presidente della Fondazione Umberto Mastroianni.
Già senatore della Repubblica nell'XI Legislatura per il Partito Socialista Italiano, è stato presidente della provincia di Frosinone nel 1982. Iscritto al PSI dal 1961, è stato anche Vice sindaco e Consigliere comunale di Arpino e Segretario della Giunta per gli affari delle comunità europee.